# Leptotes mogyensis
Leptotes mogyensis é uma pequena espécie de orquídea epífita de crescimento cespitoso que supostamente habita a mata atlântica da região de Mogi das Cruzes em São Paulo, Brasil. Apresentam rizoma curto e pseudobulbos muito pequenos que quase imperceptivelmente prolongam-se em uma carnosa folha teretiforme curta e ereta. A inflorescência é apical, curta, e comporta de uma a poucas flores pequenas e bem abertas. As flores geralmente são de coloração esbranquiçada,  com labelo manchado de púrpura. As pétalas e sépalas são parecidas, o labelo é trilobado com margens lisas, possuindo garras que se prendem aos lados da coluna. Esta é curta e possui seis polínias de tamanhos desiguais, quatro grandes e duas pequenas. São plantas relacionadas à Loefgrenianthus e Pseudolaelia e Schomburgkia.
Pertence ao grupo de Leptotes de folhas curtas, e flores mais arredondadas e mais abertas, porém menores. Pode ser reconhecida por suas pétalas e sépalas brancas e labelo de margens lisas. Esta espécie é praticamente desconhecida no Brasil, tendo sua descrição sido feita sobre espécime encontrada em cultivo nos Estados Unidos. É possível que seja um híbrido natural de Leptotes tenuis com Leptotes bicolor.